# Blackbird (utwór)
Blackbird – piosenka zespołu The Beatles, z albumu pt. The Beatles (tzw. White Album) w 1968 roku. Utwór został w całości napisany przez Paula McCartneya, ale oficjalnie za twórców piosenki uznaje się duet Lennon/McCartney.

## Podział ról
- Paul McCartney – wokal, gitara akustyczna